# Leydigia leydigi
Leydigia leydigi is een watervlooiensoort uit de familie van de Chydoridae. De wetenschappelijke naam van de soort is voor het eerst geldig gepubliceerd in 1863 door Schoedler.